# Louis Chaumontel
Louis Chaumontel, né le 2 octobre 1828 à Annecy (alors division de Savoie du royaume de Sardaigne) et mort le 14 octobre 1892 dans sa ville de naissance (Haute-Savoie), est un avocat et homme politique français.

## Biographie

### Origines
Louis François naît le 2 octobre 1828 à Annecy. Il est le fils de Pierre Chaumontel (1783-1852), avocat, intendant honoraire et syndic d'Annecy, et de Marie Burdallier. Il a cinq sœurs, dont Louise Chaumontel qui est l'épouse de l'homme politique Jules Philippe.
Tout comme son beau-frère, Jules Philippe, il appartient à la loge du Grand Orient Savoisien,.

### Carrière politique
Louis Chaumontel fut :
- 1858 à  1881 : conseiller municipal de la ville d'Annecy
- septembre 1870 à février 1873 (destitution) et de février 1875 à mai 1881 : maire d'Annecy

Il est élu conseiller général du canton d'Annecy-Nord, en 1871, puis élu président du conseil général de la Haute-Savoie. En 1876, il est élu sénateur de la Haute-Savoie. Il garde ces trois mandats jusqu'à son décès.

## Publication
Il rédige avec son beau-frère, Jules Philippe, Mont-Blanc ou Simplon ? Avantages incontestables d'un chemin de fer international par le Mont-Blanc au point de vue politique et stratégique, en 1880.

### Sources
- « Louis Chaumontel », dans Adolphe Robert et Gaston Cougny, Dictionnaire des parlementaires français, Edgar Bourloton, 1889-1891 [détail de l’édition]
- « Louis Chaumontel », dans le Dictionnaire des parlementaires français (1889-1940), sous la direction de Jean Jolly, PUF, 1960 [détail de l’édition]